# Uffe Ellemann-Jensen
Uffe Ellemann-Jensen, född 1 november 1941 i Haarby i Assens kommun på Fyn, död 18 juni 2022 i Köpenhamn, var en dansk politiker (för Venstre). Han var ledamot av Folketinget och från 1982 till 1993 var han landets utrikesminister. Han tilldelades storkorset av Dannebrogorden 2002.

## Bakgrund
Ellemann-Jensen utbildade sig till cand.polit. vid Københavns Universitet 1969, men arbetade i en rad år från 1967 som journalist, först för Berlingske Aftenavis och därefter för Danmarks Radio som ekonomisk-politisk medarbetare. 1975 utnämndes han till chefredaktör för Dagbladet Børsen – en post som han dock lämnade året efter.

## Politisk karriär
Uffe Ellemann-Jensen blev ledamot av Folketinget 1977 för partiet Venstre i Århus Amt. Han var partiets landsordförande 1984-1998 och president för det europeiska liberala partiet ELDR 1994-2000. Han var utrikesminister i Poul Schlüters första, andra, tredje och fjärde regering 1982-1993.
1992 tog Uffe Ellemann-Jensen tillsammans med sin tyske kollega, Hans-Dietrich Genscher, initiativet till att skapa Östersjörådet (Council of the Baltic Sea States, CBSS) och EuroFaculty.
Han valde att avgå som partiordförande och därmed uppge att bli statsminister, då det inte lyckades honom att föra Venstre till en valseger vid folketingsvalet 1998.
Han avgick ur Folketinget vid valet 2001.
1998 var han med om att stifta nätverksorganisationen Baltic Development Forum, vars ordförande han har varit sedan dess. Han blev ordförande för Det udenrigspolitiske Selskab 1996. Han var ordförande för Dansk Center for Internationale Studier og Menneskerettigheder 2004-2008, och blev adjungerad professor vid Copenhagen Business School 2007.
Han har varit styrelseledamot/ordförande i en rad danska och internationella styrelser.
2011 utnämndes han kortvarigt till dansk exportambassadör för Indien, men posten avskaffades igen, efter regeringsskiftet hösten samma år.

## Debattör
Efter att ha lämnat det politiska livet, höll Uffe Ellemann sig i en rad år utanför den politiska debatten i Danmark. Men då Jyllands-Posten offentliggjorde Muhammed-karikatyrerna 2005, gick han ut offentligt i ämnet: Han skrev i oktober 2005, att Jyllands-Posten inte borde ha publicerat Muhammedteckningarna. Vidare uttalade han, att Jyllands-Postens chefredaktör Carsten Juste borde avgå.
Uffe Ellemann-Jensen har de senare åren haft en fast blogg i Berlingske – "Verden omkring Danmark" – som särskilt handlar om utrikespolitik. Sedan den 21 maj 2010 har Uffe Ellemann-Jensen tillsammans med danske tidigare utrikesminister Mogens Lykketoft varit medvärd en gång i veckan på utrikesmagasinet Ellemann|Lykketoft på TV 2 NEWS.
Uffe Ellemann-Jensen har skrivit 16 böcker – bland annat den självbiografiska "Vejen jeg valgte" från 2009 och "Din egen dag er kort" från 1997, som sålde över 70 000 exemplar. Han har skrivit om lustfiske i boken "Ude med snøren – fisk og mennesker jeg har mødt" från 2004 – och har gjort upp med fotnotspolitiken i "Fodfejl" från 2005 om Danmark under kalla kriget. Hans senaste bok är "Nu gik det lige så godt, men så gik verden af lave" från 2009, som beskriver "det tektoniska skiftet" i den globala maktbalansen efter finanskrisen.

## Familj
Uffe Ellemann Jensen är son till Jens Peter Jensen och Edith Ellemann Johannessen. Fadern var också ledamot av Folketinget för Venstre. Han gifte sig första gången 1963 med Hanne Jonsen (född 1942), dotter till direktör Axel H. Jonsen och Ella Kunckel, och har i detta gifte följande barn: Claus Ellemann-Jensen (född 1966), Helene Ellemann-Jensen (född 1967) och Karen Ellemann (född 1969). Äktenskapet upplöstes 1971. Dottern Karen Ellemann har gått i sin fars fotspår och har även hon varit statsråd för Venstre. 
Uffe Ellemann-Jensen gifte sig andra gången 19 juni 1971 i Gladsaxe (borgerligt vigsel) med journalisten Alice Vestergaard, född 1937 i Åbybro, dotter till arrendatorn Chr. Vestergaard och avdelningsledaren Marie Nielsen. De fick sonen Jakob Ellemann-Jensen (född 1973), som varit koncernjurist vid GN Store Nord och som sedan 2019 är partiledare för Venstre.

## Hälsoproblem
1989 opererades Ellemann-Jensen för två ryggradsdiskbråck i nacken, men bröt två halskotor under operationen, och bar nackstöd i ett halvt år. Han fick en pacemaker inopererad efter att ha drabbats av en hjärtinfarkt. Han fick ytterligare en hjärtinfarkt i Ålborg 2003, varefter han slutade röka. Han hade dessutom diabetes. Han fick en tumör som tryckte mot hans ryggmärg borttagen 2019. I en intervju 2021, sade Ellemann-Jensen att en gammal cancer höll på att blossa upp igen, och med hänvisning till hans alla hälsoproblem uppgav han att han var "ett vandrande exempel på den medicinska vetenskapens framsteg ".
I augusti 2021 lades den då fullt vaccinerade Ellemann-Jensen in med covid-19 i tre veckor, han var sedan i ytterligare behandling i två veckor. I januari 2011 hade Ellemann-Jensen framgångsrikt opererats för prostatacancer i ett tidigt stadium, men cancern spred sig,  och den 13 juni 2022 lades han in på Rigshospitalet, där han avled den 18 juni 2022.